# Thomas Frederic Cheeseman
Thomas Frederic Cheeseman (Kingston upon Hull, 1846 – 15 de octubre de 1923) fue un naturalista neozelandés.
Hijo de Thomas Cheeseman, un pastor metodista, la familia emigra a Nueva Zelanda en 1853. Thomas Frederic se interesa mucho en la Botánica y en 1872 ya publica su primer trabajo, On the Botany of the Titirangi District of the Province of Auckland.
En 1874 fue nombrado secretario del "Auckland Institute" y conservador del Museo de Auckland, tarea que ejerce unos cincuenta años. En 1876 censa una importante cantidad de especies de moluscos de la bahía de Auckland.
Se casó con Ellen Cawkell en 1889.
En 1906 apareció The Manual of the New Zealand Flora y, en 1914, Illustrations of the New Zealand Flora.

## Honores
- 1911: nombrado presidente del New Zealand Institute, el máximo honor que aspira un científico neozelandés.[2]

miembro
- fundador de la Royal Society of New Zealand
- Sociedad linneana de Londres
- Sociedad Zoológica de Londres.

### Galardones
- 1923: Medalla linneana

### Honores
La isla Cheeseman de Nueva Zelanda se llama así en su honor

### Epónimos
- (Agavaceae) Cordyline cheesemanii Kirk[3]
- (Arecaceae) Eora cheesemanii (Becc.) O.F.Cook[4]
- (Asteraceae) Olearia cheesemanii Cockayne & Allan[5]
- (Brassicaceae) Pachycladon cheesemanii Heenan & A.D.Mitch.[6]
- (Cyperaceae) Carex cheesemanii Petrie[7]
- (Escalloniaceae) Corokia cheesemanii Carse[8]
- (Grammitidaceae) Grammitis cheesemanii Parris[9]
- (Juncaceae) Luzula cheesemanii Buchenau[10]
- (Loganiaceae) Mitrasacme cheesemanii Buchanan[11]
- (Myrsinaceae) Myrsine cheesemanii Hemsl. ex Mez[12]
- (Orchidaceae) Corysanthes cheesemanii Hook.f. ex Kirk[13]
- (Poaceae) Chionochloa cheesemanii (Hack. ex Cheeseman) Zotov[14]
- (Potamogetonaceae) Potamogeton cheesemanii A.Benn.[15]
- (Rubiaceae) Coprosma cheesemanii W.R.B.Oliv.[16]
- (Scrophulariaceae) Euphrasia cheesemanii Wettst.[17]
- (Solanaceae) Solanum cheesemanii Geras.[18]